# 大气甲烷

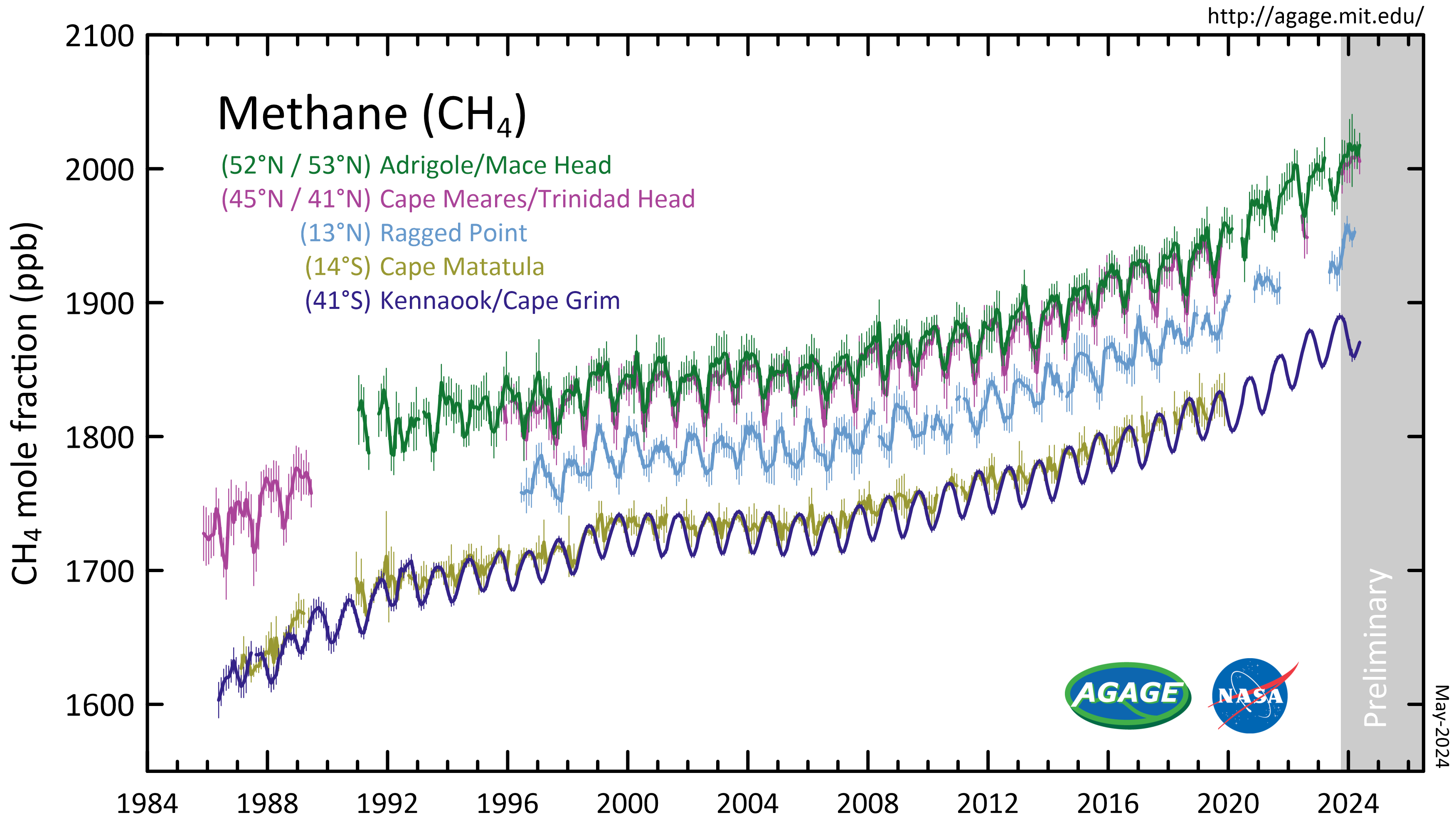
由先進全球大氣氣體實驗（Advanced Global Atmospheric Gases Experiment，簡稱AGAGE）從世界幾個監測站（阿德里格爾（Adrigole，愛爾蘭）、梅雷斯角（Cape Meares，美國俄勒岡州）、拉格德角（Ragged Point，加利福尼亞州）、瑪塔圖拉角（Cape Matatula，薩摩亞）及格里姆角（Cape Grim，澳大利亞）取得的大氣甲烷濃度資料，數值以無污染每月平均莫耳分率的形式表達，單位為十億分之一 (ppb)。

大氣烷層（英語：Atmospheric methane）指的是存在於地球大氣層中的甲烷（CH
4）。由於人類活動導致的甲烷排放，大氣中的甲烷濃度不斷增加，成為驅動氣候變化的主要因素之一。甲烷是造成溫室效應最強的溫室氣體之一。:82甲烷會直接對氣候產生輻射強迫 (RF) ，:2在人為氣候強迫的作用僅次於二氧化碳(CO
2)，排名第二。:2甲烷是平流層中氧化過程，產生水蒸氣與二氧化碳的主要來源，水蒸氣形成後讓甲烷的輻射強迫效應增加約15%。甲烷於20年期間內的全球暖化潛勢 (GWP) 約為84。表示其每質量單位捕獲的熱量是同質量二氧化碳的84倍，當將其與氣膠的相互作用列入考慮，其GWP是二氧化碳的105倍。
自第一次工業革命（約於1750年）開始迄2019年，大氣甲烷的濃度已增加約160%，主要原因是人類活動。若以質量計算，此期間的甲烷排放佔溫室氣體排放量的3%，但約佔輻射強迫（或稱氣候強迫）的23%。於2019年，全球甲烷濃度從工業化前時期的722ppb（十億分比）上升至1,866ppb，增加1.6倍，是至少過去80萬年以來的最高值。:4
甲烷會增加對流層（距離地表4英里（6.4公里）至12英里（19公里）以下的大氣層），以及平流層（對流層以上至距離地表31英里（50公里）的大氣層）中的臭氧（O
3）數量。水蒸氣和對流層中的臭氧都有導致氣候變暖的作用，
會加劇氣候暖化。:2

## 在氣候變化中的作用

會產生變暖效應的溫室氣體排放在40年之內幾乎增加一倍。（資料來源：美國國家海洋暨大氣總署（NOAA））

各種溫室氣體與其他會影響氣候變化的因素（如氣膠），及影響程度。(資料來源：IPCC第六次評估報告)。

大氣甲烷是一種強效溫室氣體，其於20年內內的GWP是二氧化碳的84倍。
輻射強迫是用來衡量人類對環境的影響的科學概念，單位為瓦特/平方米（W/m2）。指的是"地球吸收的太陽輻照度與輻射回太空能量之間的差異"。根據聯合國政府間氣候變化專門委員會（IPCC）發表的《2007年氣候變化綜合報告》，由於大氣甲烷濃度增加，額外增加的強迫效應估計為0.5W/m2（相對於1750年)。:38
聯合國環境署和氣候與清潔空氣聯盟（CCAC）在2021年5月21日所發表，有173頁的"全球甲烷評估"中表示，透過M. Etminan在2016年和William Collins在2018年所領導團隊開展的研究，科學界"對了解甲烷於輻射強迫的影響方面"獲得改善，並導致於2014年發表的IPCC第五次評估報告（AR5）開始將大氣甲烷濃度"向上修正"。 由於"理解加深"的緣故，發現科學界先前對"甲烷排放的整體社會影響"的估計受到低估。:18
研究人員埃特米南等人（Etminan et al.）於2016年在期刊《地球物理研究通訊》刊出的文章中發表他們對甲烷輻射強迫的新計算結果，其中加入甲烷的短波段來測量RF，而此在之前較為簡單的IPCC估計法中並未使用。他們的新RF計算包含甲烷引起的短波強迫成分，顯著修改先前幾篇IPCC報告中引用的充分混合溫室氣體(WMGHG) 強迫的計算結果，估計值較前高出約20-25%。研究人員柯林斯等人（Collins et al.）表示到本世紀末，減少大氣甲烷排放的緩解措施將為我們提供更多"到2100年能產生的碳排放量"，而仍能"實現《巴黎協定》氣候目標的可行性"。
甲烷是一種強效溫室氣體，20年內的GWP是二氧化碳的84倍，但不是長壽氣體，其在100年內的GWP會逐漸減少到二氧化碳的28倍左右。
大氣甲烷除會直接產生暖化效應和一般回饋之外，還會分解成二氧化碳和水。這些水分會位於對流層頂之上，該處通常少有水分存在。 研究人員Ramanathan (1988年)發表的報告指出，由水和冰構成的雲在寒冷的平流層中較低溫度下形成時，對於增強大氣溫室效應非常有效。他也指出，未來甲烷大幅增加很可能會導致地表變暖，且變暖會隨著甲烷濃度的增加而呈現非線性式的增加。
減少甲烷和黑碳等短期氣候污染物的緩解措施將有助於應對"短期氣候變化"，並支持實現聯合國倡導的永續發展目標。

## 來源

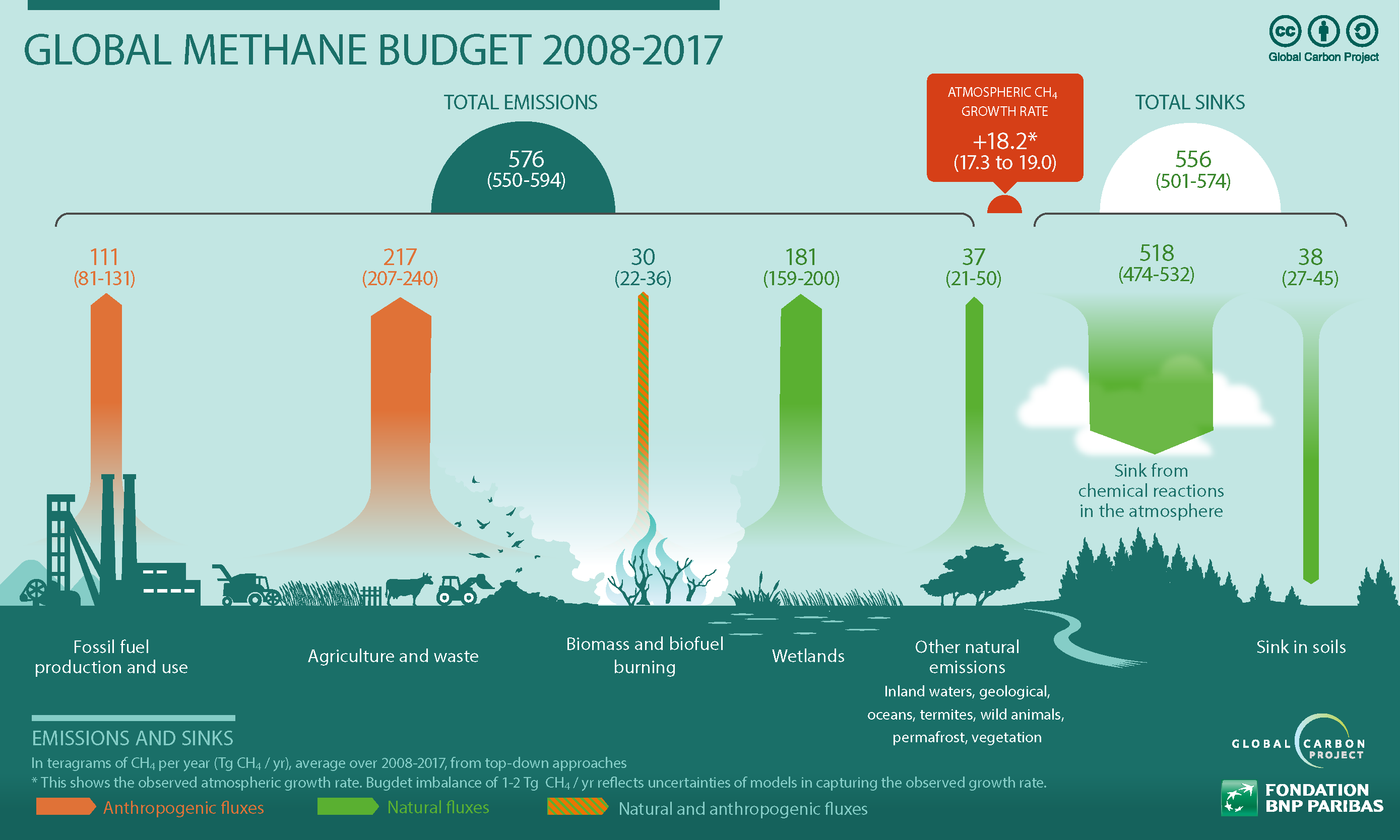
由組織全球碳計畫提供的全球於2008年至2017年主要甲烷排放來源資訊。

任何導致甲烷產生並將其釋放進入大氣的過程都可被視為一種"來源"。已知的甲烷來源主要位於地表附近。產生甲烷的兩個主要過程有微生物將有機化合物以厭氧消化轉化為甲烷（產甲烷作用），此情況在水域生態系統和反芻動物中廣泛存在。其他的自然來源包括永久凍土融化、濕地、植被和甲烷水合物。(參見甲烷)
本節摘錄自甲烷排放。
甲烷排放量增加是地球大氣中溫室氣體濃度上升的主要原因之一，影響程度佔近期全球暖化的三分之一。.全球於2019年釋放的甲烷中約60%（3.6億噸）來自人類活動，而自然產生的約佔40%（2.3億噸）。將此類排放捕集與利用可同時產生環境效益和經濟效益。
自第一次工業革命以來，大氣中的甲烷濃度增加一倍多，地球所經歷的暖化大約有20%可歸因於這種氣體。.約三分之一 (33%) 的人為排放來自化石燃料的開採和運輸過程中的洩漏（主要是由運作中的化石燃料基礎設施和廢棄油氣井的宣洩排放和洩漏。俄羅斯是世界上最大的石油和天然氣相關的甲烷排放國。
畜牧業也是一個規模約略相似的來源（30%），主要是因為牛、羊等反芻牲畜的腸道發酵所產生。根據2021年發佈的全球甲烷評估，牲畜（包括牛）的甲烷排放是全球農業排放的最大來源，一頭牛每年可產生高達99公斤的甲烷。反芻牲畜每天可產生250至500公升的甲烷。

## 測量技術
甲烷通常可用氣相層析法測量，此法可測試某一特定化合物的純度與對混合物中的各組分進行分離（同時還可測定各組分的相對含量）。
應用光譜法因其靈敏度和精度而成為大氣氣體測量的重要方法。此外，應用光譜法是遙感大氣氣體的良好方法。紅外光譜學涵蓋廣泛的技術，其中之一是根據吸收光譜法檢測。應用光譜法有很多種，例如微分光學吸收光譜法、雷射誘導螢光法和傅立葉轉換紅外光譜法等。
於2011年，光腔衰蕩光譜法是檢測甲烷時使用相當廣泛的紅外線吸收技術。它是雷射吸收光譜法的一種形式。精密度可達到兆分之一（ppt）的莫耳分率。(參見雷射吸收光譜法)

## 全球監控

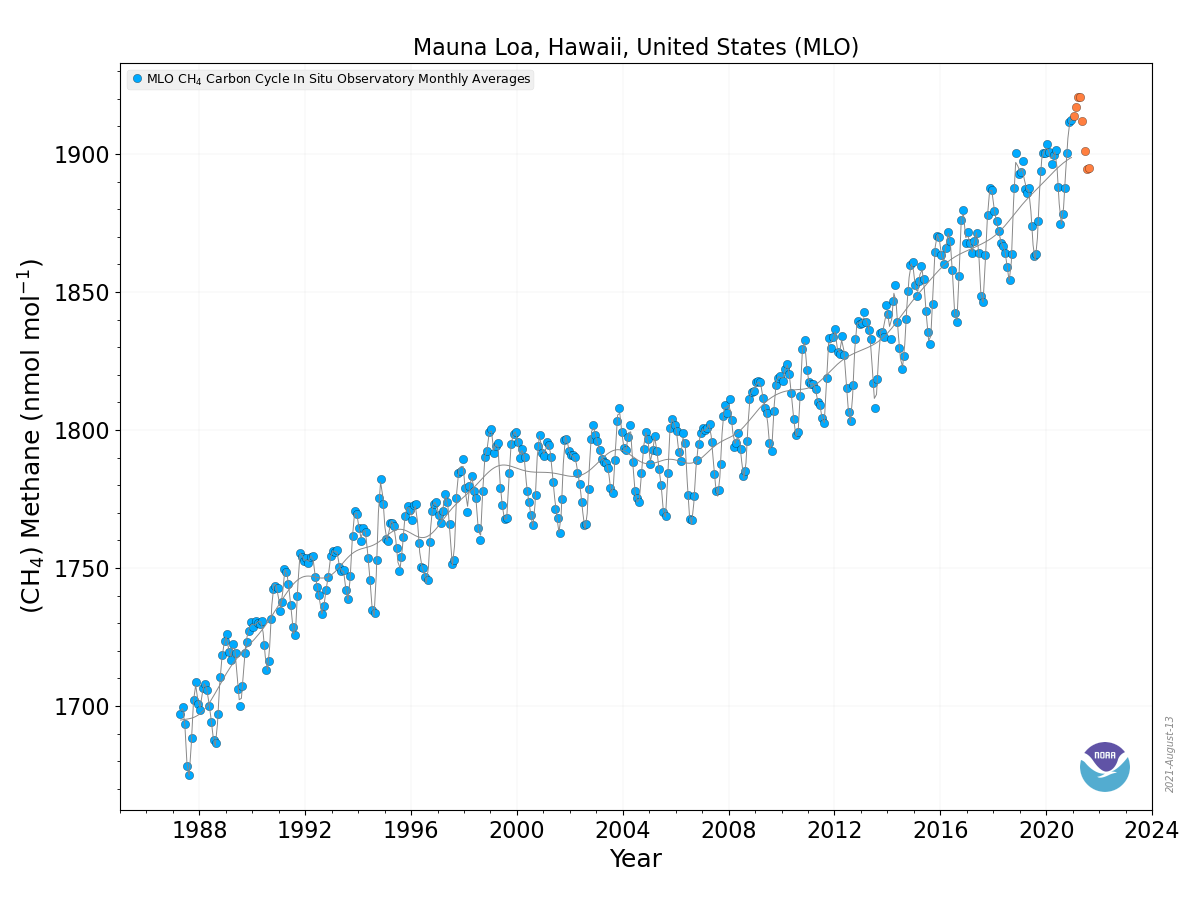
（於夏威夷茂納洛亞火山觀測站測得，迄2021年7月的大氣甲烷濃度資料，濃度於2020年12月達到1,912ppb的峰值。

全球自1970年代以來即開始直接測量環境中的甲烷。。並發現地球大氣中的甲烷濃度比18世紀中葉（工業化開始）前的水準已增加160%。
美國國家海洋暨大氣總署（NOAA）對大氣甲烷的長期測量顯示此氣體的累積量自1750年以來幾乎增加2倍。大氣甲烷的成長率分別於1991年和1998年突然增加，是前幾年成長率的兩倍。菲律賓1991年皮納圖博火山爆發（火山爆發指數（VEI）為6），是於20世紀裡的第二大陸地噴發事件。於2007年有報導稱於1998年發生前所未有的高溫（有地表氣溫記錄以來最熱的一年）可能導致甲烷排放量增加，同時來自濕地和水稻田，以及生物質燃燒的排放量也增加。
於2007年的數據顯示甲烷濃度再度開始上升。於2010年發表的一份研究報告，也證實全球於2007年至2009年的3年期間，甲烷濃度持續上升。在經歷十年大氣甲烷接近零增長之後，"全球平均大氣甲烷含量於2007年和2008年期間每年增加約7納莫耳/莫耳（nmol/mol，即ppb，十億分比）。全球平均大氣甲烷濃度於2009年上半年比2008年高出約7納莫耳/莫耳（ppb），表明此趨勢於2009年整年內將會持續。"從2015年到2019年期間，又有大氣甲烷濃度急劇上升據的記錄。
於2010年測得的北極地區大氣甲烷濃度為1,850納莫耳/莫耳（ppb），是過去40萬年中任何時候的兩倍多。根據IPCC第五次評估報告（AR5），大氣甲烷濃度自2011年以來持續增加。 2014年後成長加速，到2017年達到1,850ppb。2019年大氣甲烷濃度的年平均值為1,866ppb，科學家報告說（具非常高置信度）目前大氣甲烷的濃度是至少過去80萬年來的前所未見。最大的年度增幅發生在2021年，濃度達到創紀錄，是工業化前的260%，其中絕大多數是由人類活動所造成。
IPCC科學家於2013年表示（具非常高置信度），大氣中甲烷的濃度"超過工業化前水準約150%"，這種水平是"至少在過去80萬年裡前所未有。"大氣甲烷平均濃度從1750年的722 ± 25ppb增加到2011年的1,803.1 ± 0.6ppb。截至2016年，甲烷導致的輻射強迫為0.62 ± 14瓦特/平方米，約佔所有長期存在且充分混合溫室氣體總輻射強迫的20%。大氣甲烷濃度自2011年起持續增加，截至2022年，全球平均濃度為1,911.8 ± 0.6ppb。於2021年5月的峰值為1,891.6ppb，而於2022年4月的峰值為1,909.4ppb，增加幅度為0.9%。

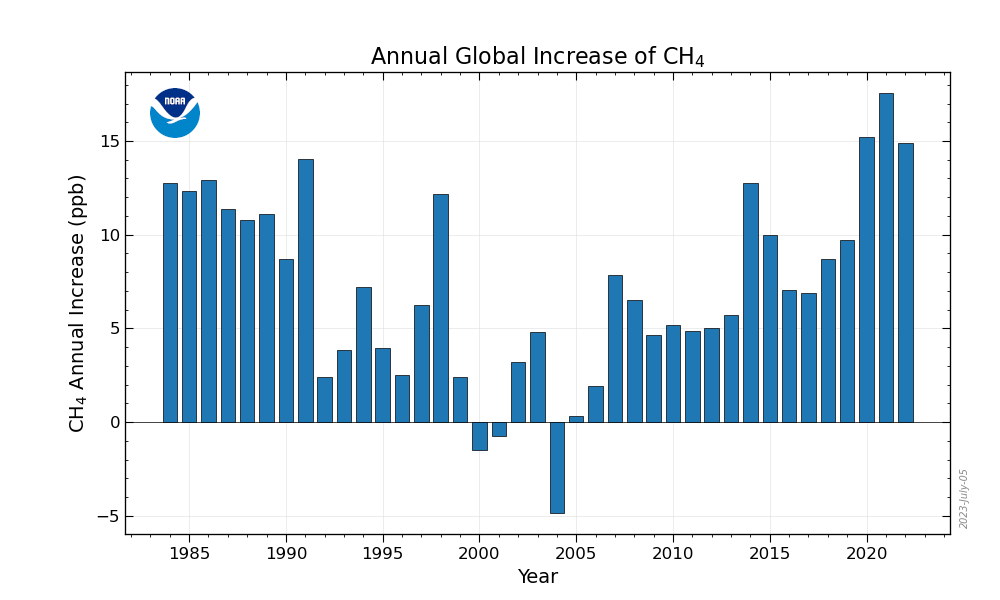
於1990年至2021年期間的大氣甲烷的增長幅度。

科學組織全球碳計畫制定一監測項目 - 全球甲烷預算，與全球50多個國際研究機構和100個監測站合作，每隔幾年就會將預算數字更新一次。
迄2013年，甲烷的"源"與"匯"之間的平衡尚未完全被了解。科學家無法解釋為何大氣中的甲烷濃度會暫停增加。
自2010年代中期開始，科學界對甲烷在人為氣候變化中的作用變得更為關注。

## 自然匯於去除大氣甲烷的作用
大氣甲烷含量是地表甲烷（其來源）的產生與大氣化學過程中將其破壞（即去除）之間的平衡結果。
另一主要的自然匯是透過土壤中甲烷氧化菌進行氧化作用。

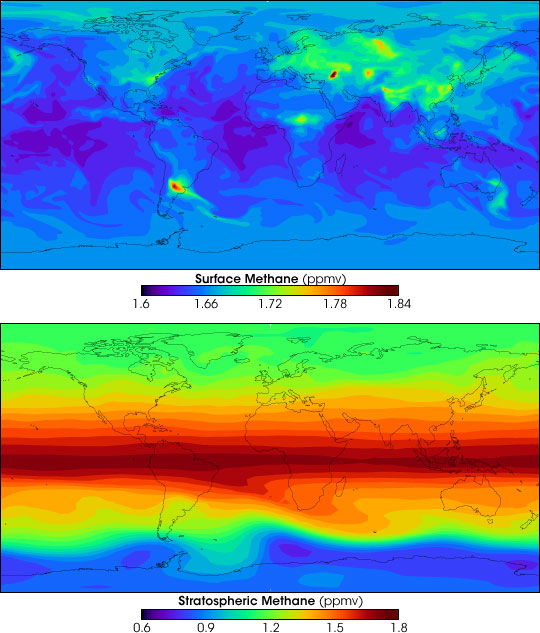
NASA於2005年根據當時已知的資訊所製作的電腦模型，上圖顯示地表大氣甲烷的濃度（ppm），下圖顯示的是在平流層的濃度。

美國國家航空暨太空總署（NASA）所做的電腦模擬為甲烷在濃度增加過程中被去除的說明：
當空氣在熱帶地區上升時，甲烷向上穿過對流層（地球大氣層的最低部分，距離地球表面4英里（6.4公里）至12英里（19公里））進入平流層下部（臭氧層）然後抵達平流層的上部。
這個大氣化學過程是最有效的甲烷匯，因為它可將90%的大氣甲烷消除。全球大氣甲烷主要在對流層中遭到去除。
甲烷分子與氫氧基自由基 (OH) 發生反應，氫氧基自由基是"對流層中的主要化學清除劑"，"可控制對流層中大多數氣體的大氣壽命"。這種將甲烷氧化過程把大氣甲烷破壞，產生水蒸氣和二氧化碳。
雖然大氣甲烷的濃度因此降低，但產生的水蒸氣和二氧化碳會把輻射強迫提高，兩者是全球暖化中影響更大的溫室氣體。
甲烷氧化引起的平流層中額外水蒸氣導致輻射強迫效應增加約15%。
到20世紀80年代，對全球暖化問題的視角因將甲烷和其他非二氧化碳的微量氣體（氯氟碳化合物（CFC）、二氧化氮（N2O）和臭氧（O3））納入而有改變。水和冰構成的雲在寒冷的平流層較低溫度下形成時，會透過增加大氣溫室效應而產生重大影響。未來甲烷的大幅增加將會導致地表變暖，並隨甲烷濃度增加呈非線性增加。
甲烷也會導致臭氧層退化，臭氧層是平流層中最低層，距離地球上方約15至35公里（9至22英里），位於對流層上方。NASA研究人員在2001年曾表示全球暖化將前述過程加劇，因為較溫暖的空氣中含有的水蒸氣會比較冷的空氣多，因此大氣中的水蒸氣含量隨著氣候暖化而增加。NASA的氣候模型顯示二氧化碳和甲烷會增強水向平流層輸送。
大氣甲烷可在平流層中持續約120年，最終透過氫氧基自由基氧化過程而被破壞。

### 平均壽命
截至2001年，大氣甲烷的平均壽命估計為9.6年。但在時間拉長後，增加的甲烷排放量會將大氣中氫氧基自由基的濃度降低。由於可反應的OH減少，甲烷的壽命也隨之延長，結果是大氣甲烷的濃度升高。
到2013年，甲烷在大氣中的平均壽命估計已成為12年。
甲烷和氯原子的反應成為氯原子的主要匯，並且是平流層中鹽酸 (HCl) 的主要來源。
CH4 + Cl → CH3 + HCl
反應所產生的鹽酸會將平流層中的臭氧破壞。

### 土壤中甲烷氧化菌
土壤因其中的甲烷氧化菌而成為大氣甲烷主要的匯。其中有兩種不同的細菌具有此作用。 "高容量-低親和力"甲烷氧化細菌生長在甲烷濃度高的地區，例如濕地和其他潮濕環境中。而在甲烷濃度較低的地區，"低容量-高親和力"甲烷氧化細菌不依賴其周遭環境中的甲烷，而是利用大氣甲烷來生長。
森林土壤的濕度最適合甲烷氧化菌活動，且土壤和大氣之間的氣體移動（土壤擴散率）很高。由於森林中地下水位較低，土壤中的任何甲烷都會接觸甲烷氧化細菌才能到達大氣。
然而濕地土壤通常是大氣甲烷的來源，而非匯，因為當地地下水位會高得多，同時甲烷可相當容易擴散進入空氣中，而不一定與土壤的甲烷氧化菌接觸。
土壤中的甲烷氧化菌利用甲烷作為甲烷氧化過程的碳源。甲烷氧化過程讓甲烷氧化菌能夠利用甲烷作為能源，甲烷與氧氣發生反應，產生二氧化碳和水。
CH4 + 2O2 → CO2 + 2H2O

## 去除甲烷技術
大氣甲烷去除是一種在研究中的方法，目的在加速大氣中甲烷的分解，以降低氣候變化造成的一些影響。
從大氣中去除甲烷的方法包括熱催化氧化法、光催化氧化法、生物甲烷氧化法、沸石或其他多孔固體吸附以及膜分離技術。

## 過往地質時期的甲烷濃度

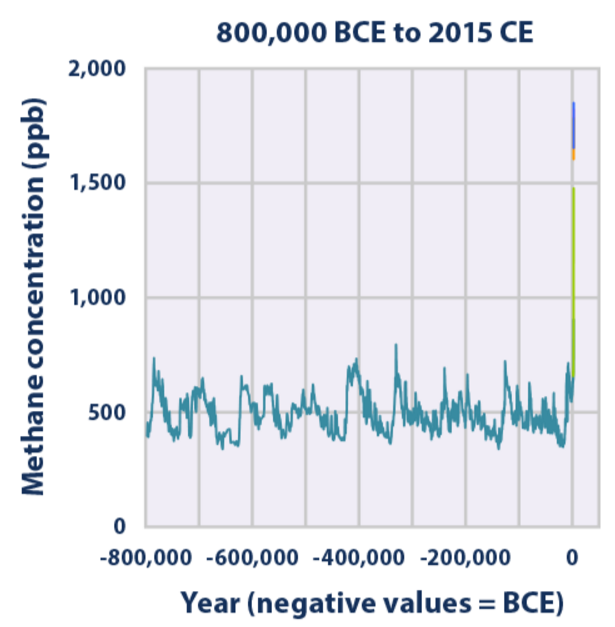
依據古氣候學彙整的公元前80萬年迄2015年的大氣甲烷濃度資訊。

從1996年到2004年，歐洲南極冰芯計畫（EPICA）的研究人員透過鑽探和分析南極洲冰芯中捕獲的氣體，以重建過去80萬年大氣中的溫室氣體濃度。他們發現在大約90萬年前，冰河時期和隨後相對較短的溫暖期以約4萬年的時間週期循環，但到80萬年前，時間間隔急劇增長為以10萬年的時間週期循環。冰河時期的溫室氣體排放量較低，溫暖時期的排放量較高。
下圖是美國國家環境保護局（EPA）於2016年依據古氣候學製作的彙編，由不同地點（南極洲EPICA冰穹C（涵蓋期間約公元前797,446年至公元1937年），南極洲羅穹（涵蓋期間約公元1008年至1937年）澳大利亞格里姆角（涵蓋期間公元1985年至2015年）夏威夷茂納洛亞火山（涵蓋期間1984年至2015年）和蘇格蘭昔得蘭群島（涵蓋期間1993年至2001年））所鑽取冰芯中的氣泡，顯示甲烷濃度在此多年中發生的變化。

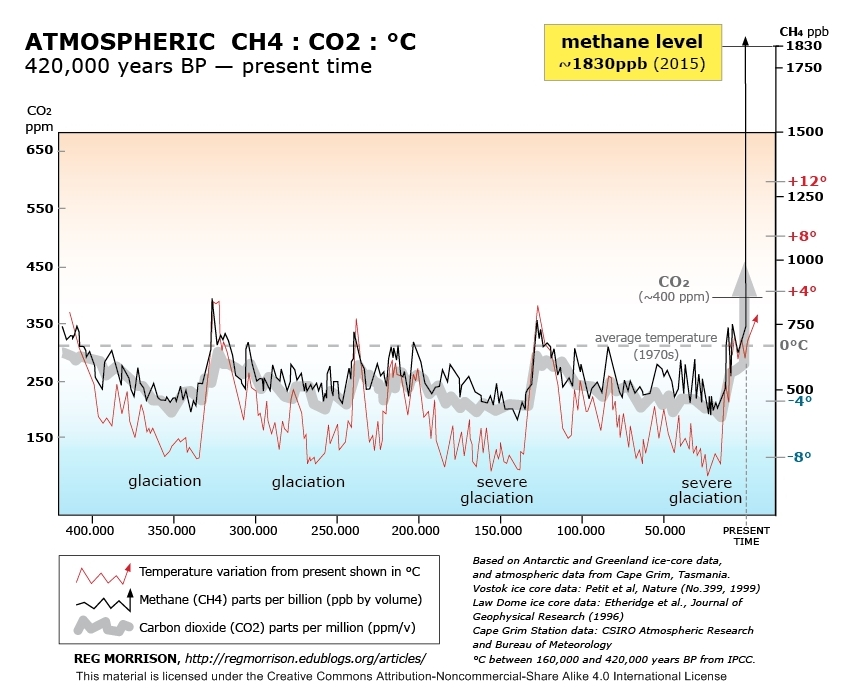
大氣甲烷濃度上升對於全球暖化的影響程度遠超過科學界之前的估計（注意近代大氣中甲烷、二氧化碳濃度上升與全球暖化呈同步的趨勢）[http://regmorrison.edublogs.org/files/2013/02/METHANE-2-1sca3tx.pdf

史上曾有大量甲烷氣體從沉積物加速釋放進入大氣，被認為是遙遠過去全球曾發生快速暖化的原因，例如古新世－始新世極熱事件和二疊紀—三疊紀滅絕事件。
2001年，隸屬NASA的戈達德太空研究所和哥倫比亞大學氣候系統研究中心的科學家在美國地球物理聯盟（AGU）年會上提出的研究報告，證實除二氧化碳以外的其他溫室氣體也是氣候變化的重要因素。他們提出大約5,500萬年前發生，長達10萬年的古新世－始新世極熱事件的理論。他們假設當時有大量甲烷釋放的情況，這些甲烷先前透過"海底下的低溫和高壓"而維持穩定。此甲烷釋放進入大氣中導致地球變暖。 於2009年在《科學》雜誌上刊出的一篇文章證實NASA的研究結果，即甲烷對全球暖化的影響於先前受到低估。
在地球歷史早期，二氧化碳和甲烷可能會產生溫室效應。二氧化碳可能是由火山所產生，甲烷是由早期微生物所產生。地球上最早的生命於此期間出現。根據《地質學》雜誌於2003年刊出的一篇文章，這些最早的古老細菌將氫氣和二氧化碳轉化為甲烷和水而增加甲烷濃度。直到後期光合生物出現，氧氣才成為大氣的主要組成部分。由於沒有氧氣，甲烷在大氣中停留的時間更長，濃度也比現在更高。